# انحلال گرمایی
انحلال گرمایی (انگلیسی: Thermal dissolution) یک فرایند تصفیه توسط حلال‌های یاری‌شده توسط هیدوژن (انگلیسی: hydrogen-donor) است. از انحلال گرمایی ممکن است برای استخراج نفت شیل و مایع‌سازی زغال سنگ استفاده شود.